# 安戈斯圖拉
安戈斯圖拉是哥倫比亞的城鎮，位於該國北部，由安蒂奧基亞省負責管轄，距離首府麥德林139公里，始建於1814年，面積387平方公里，海拔高度1,675米，2005年人口12,371。
6°52′N 75°20′W / 6.867°N 75.333°W